# Micrathena plana
Micrathena plana é uma espécie do gênero Micrathena.